# Вікторас Баубліс
Вікторас Баубліс (лит. Viktoras Baublys, 10 січня 1943) — литовський дипломат.

## Біографія
Народився 10 січня 1943 року. У 1972 закінчив Вільнюський університет, юридичний факультет.
З 1966 по 1972 — працював на рибопереробному підприємстві у м. Клайпеда
З 1972 по 1983 — інструктор, голова партійної комісії, голова комітету громадського управління міського комітету Комуністичної партії м. Клайпеда;
З 1979 по 1982 — навчався у Вищій партійній школі в м. Ленінград;
З 1983 по 1989 — перший секретар міського комітету Комуністичної партії м. Клайпеда;
З 1989 по 1991 — завідувач відділу Центрального комітету Комуністичної партії Литви;
З 1991 по 1992 — голова ради контролю за пресою Міністерства внутрішніх справ Литви;
З 1992 по 1993 — директор приватного підприємства;
З 1993 по 1994 — речник Уряду Литви;
З 1994 по 1998 — Надзвичайний і Повноважний Посол Литви в Республіці Білорусь;
З 1998 по 2000 — радник МЗС Литви з питань співробітництва з Калінінградською областю Російської Федерації;
З 2000 по 2001 — радник Прем'єр-міністра;
З 2002 по 2005 — Надзвичайний та Повноважний Посол Литовської республіки в Україні.
З 2002 по 2005 — Надзвичайний та Повноважний Посол Литовської республіки в Молдові за сумісництвом.
З 2005 по 2009 — Генеральний консул Литви в Калінінграді (Росія).

## Нагороди
2003 — Командорський хрест ордена "За заслуги перед Литвою". 